# Susan Aceron
Susan Flores Aceron (* 6. Juli 1972 in Tisdale, Saskatchewan; † 9. Oktober 2016 in Edmonton, Alberta) war eine kanadische Synchronsprecherin und Schauspielerin.

## Biografie
Aceron wurde am 6. Juli 1972 in Tisdale als Tochter asiatischstämmiger Eltern geboren. Ab den 1990er Jahren wirkte sie als Synchronsprecherin und Schauspielerin in verschiedenen Produktionen mit. Sie synchronisierte den Charakter des Sailor Pluto im Anime Sailor Moon für die englischsprachige Fassung. Ein weiteres größeres Engagement als Synchronsprecherin hatte sie im Anime Beyblade.
2000 wirkte sie im Musikvideo zum Lied It Wasn’t Me des Sängers Shaggy mit, im Folgejahr wirkte sie in der gemeinsamen Version mit Rikrok ebenfalls im Musikvideo zu It Wasn’t Me mit. Als Episodendarstellerin wirkte sie in den Fernsehserien Liebling, ich habe die Kinder geschrumpft oder Real Kids, Real Adventures, war 2001 in der Rolle der Susan Lee im Katastrophenfernsehfilm Flug 534 – Tod über den Wolken zu sehen und hatte Nebenrollen in den Filmen The Ladies Man, Ein ungleiches Paar und The Second Chance – Wie du mir, so ich dir inne.
Aceron verstarb am 9. Oktober 2016 in Edmonton im Alter von 44 Jahren an den Folgen von Nasenrachenkrebs. Sie war ab dem 27. Juli 1996 bis zu ihrem Tod mit Jundee Gray verheiratet. Die beiden haben drei gemeinsame Kinder.

## Filmografie (Auswahl)

### Synchronisationen
- 1993: Sailor Moon – Movie: Gefährliche Blumen (美少女戦士セーラームーン R/Gekijô-ban – Bishôjo senshi Sêrâ Mûn R, Zeichentrickfilm)
- 1999: Medabots (メダロット/Medabots, Zeichentrickserie)
- 2000: Sailor Moon (美少女戦士セーラームーン/Bishōjo Senshi Sērā Mūn, Zeichentrickserie, 17 Episoden)
- 2001: Beyblade (爆転シュート　ベイブレード/Bakuten Shoot: Beyblade, Zeichentrickserie)

### Schauspiel
- 1999: Liebling, ich habe die Kinder geschrumpft (Fernsehserie, Episode 2x13)
- 2000: Real Kids, Real Adventures (Fernsehserie, Episode 3x03)
- 2000: The Ladies Man
- 2001: Flug 534 – Tod über den Wolken (Rough Air: Danger on Flight 534, Fernsehfilm)
- 2001: 681-0638
- 2003: Magic 8 (Kurzfilm)
- 2003: Ein ungleiches Paar (The In-Laws)
- 2003: The Second Chance – Wie du mir, so ich dir (This Time Around, Fernsehfilm)

### Musikvideos
- 2000: Shaggy: It Wasn’t Me
- 2001: Shaggy feat. Rikrok: It Wasn’t Me